# 로절린드 프랭클린
로잘린드 엘시 프랭클린(영어: Rosalind Elsie Franklin, 1922년 8월 22일~1958년 8월 22일)은 영국의 생물물리학자로 X선 결정학을 통해 DNA, 바이러스, 석탄, 흑연의 구조를 밝혀내는데 결정적으로 기여했다. DNA의 구조를 밝혀낸 것이 가장 유명한데, DNA는 세포 대사와 유전학에서 필수적인 역할을 담당하고 있고, DNA 구조의 발견을 통해 학자들이 유전 정보가 어떻게 부모에서 자식에게로 전달되는지 이해할 수 있었기 때문이다.
프랭클린은 DNA 이중 나선의 발견을 이끈 DNA의 X선 회절 사진에 관련된 연구로 가장 유명하다. 프랜시스 크릭에 의하면, 프랭클린의 데이터는 DNA의 구조에 관한 왓슨과 크릭의 1953년 논문을 위해 실제로 사용된 데이터이다. 그러나 DNA의 나선 구조를 보여주는 프랭클린의 X선 회절 이미지는 프랭클린의 허가 없이 사용되었다. 이 이미지와 그녀의 정확한 데이터 해석이 DNA 구조 결정에 중요한 역할을 했지만, 이 과정에서 프랭클린의 과학적 기여는 자주 무시되곤 한다. 출판되지 않은 그녀의 논문 초안을 보면 그녀는 독자적으로 DNA 나선 구조와 구조 바깥쪽의 인산기의 위치를 파악하고 있었다는 것을 알 수 있다. 하지만 그녀의 논문은 《네이쳐》에 실린 세 개의 DNA 관련 논문 중, 그녀의 기여를 암시하기만 한 왓슨과 크릭의 논문에 뒤이어 가장 마지막에 수록되었다.
DNA 관련 연구를 끝낸 뒤 프랭클린은 담배 모자이크 바이러스와 폴리오 바이러스에 관한 선구적인 연구를 이끌었다. 그녀는 난소암 합병증에 의해 1958년에 37살의 나이로 사망했다.

## 유년기와 교육
프랭클린은 런던 노팅 힐에서 태어났다. 그녀의 가족은 부유하고 영향력 있는 유대인 가족이었다. 그녀의 아버지 엘리스 아서 프랭클린은 런던의 머천트 뱅크 직원이었고 그녀의 어머니는 뮤리엘 프랜시스 월리이다. 그녀는 가족의 둘째이자 맏딸이었다. 그녀의 아버지의 삼촌은 허버트 사무엘로, 사무엘은 1916년 영국의 내무장관을 지낸 영국 내각 최초의 유대인이었다. 그는 또한 첫 번째 팔레스타인 지구의 고등 판무관이었다. 프랭클린의 고모 헬렌 캐롤라인 프랭클린은 노먼 드 매토스 벤티치와 결혼했는데 그는 팔레스타인 지구의 검찰 총장이었다. 그녀는 노동 조합 조직과 여성의 참정권 운동에서 활동했으며, 후에 런던 카운티 위원회의 회원이 되었다.
프랭클린은 세인트 폴 여학교 및 노스 런던 칼리지잇 스쿨에서 교육을 받았다. 그녀는 과학, 라틴어, 스포츠에서 탁월한 소질을 드러냈다. 프랭클린의 가족은 그녀의 아버지가 저녁시간에 전기, 자기 및 1차 세계대전의 역사를 가르치는 근로자 학교에 적극적으로 참여했다. 후에 그녀의 아버지는 근로자 학교의 교감이 되었다. 나중에 프랭클린의 가족은 나치를 피해 유럽에서 도망 온 유대인 이민자들의 정착을 돕는 일을 하기도 했다.

## 케임브리지, 킹스턴과 파리
프랭클린은 1938년에 케임브리지 대학교의 뉴넘 컬리지에 진학해 화학을 공부했다. 그녀를 가르쳤던 조교중 한명은 후에 프랭클린의 동료가 되는 분광학자 W.C. 프라이스였다. 그녀는 그곳에서 다양한 분야의 강의를 들었고, 그곳에서 결정학의 아버지인 윌리엄 브래그스를 만나게 된다. 그것을 계기로 그녀는 결정학에 관심을 가지기 시작했다.1941년에 그녀는 그녀의 최종 시험에서 우등 졸업으로 통과했다. 이것은 취업자격에 학사학위로 인정되었다. 케임브리지는 1947년부터 여성에 대한 학사 및 석사 칭호를 수여했고 이전 졸업생이었던 프랭클린은 이것을 소급 적용 받았다. 프랭클린은 연구 장학생으로 선정되었다. 콜드 스프링 하버 실험실의 돌란 DNA 러닝 센터의 웹사이트에 따르면 “그녀는 큰 성공없이 R.C.W 노리시의 실험실에서 일 년을 보냈다." 라고 기술하고 있다. .
노리시 교수와 크게 갈등하던 프랭클린은 케임브리지에서 박사학위 과정에서 연구학생으로 남을지 아니면 다른 정부 부처에서 전쟁과 관련된 일을 해야할 지 결정해야 했다. 프랭클린은 전쟁과 관련된 일을 하기 위해 런던 남서부 외곽 킹스턴 자치시에 있는 영국석탄이용연구소로 자리를 옮겼다. 이 연구소에서는 각 대학에서 대학원생 물리학자들을 차출해 숯과 석탄에 대한 연구를 진행하고 있었다. 이 연구소에서는 각 연구원에게 전쟁 전에는 불가능했을 창의적 연구를 하도록 허용했다. 그녀는 왜 어떤 종류의 석탄은 물이나 공기를 통과시키지 않는 지에 대해 영국과 아일랜드 여러 지방에서 채취한 석탄과 무연탄을 가지고 실험했다. 풍부한 실험 도구와 함께 그녀는 자신에게 국제적 명성을 가져다 줄 이론을 발달시키게 된다. 그녀는 다공성 석탄을 연구했는데 이것은 1945년에 프랭클린이 케임브리지로부터 박사학위를 받을 수 있게 한 그녀의 박사 논문 The physical chemistry of solid organic colloids with special reference to coal의 기반이 되었다. 다공성의 석탄 연구는 또한 여러 논문들의 기반이 되었다. 프랑스의 과학자 아드리엔느 바일은 뉴넘에서 그녀의 선생님중 한명이었다. 전쟁 기간 동안 프랭클린은 바일과 많은 우정을 나눴다. 전쟁 후기에, 세이어에 따르면 프랭클린은 바일에게 “물리화학에 대해서는 거의 모르지만 석탄의 구멍에 관해서는 많은 것을 알고 있는 물리화학자”를 위한 연구직을 찾아달라고 요청했다. 1946년 가을 학회에서 바일은 프랑스 정부에서 지원하는 과학 연구 실험실의 주요 부분을 구성하는 기관의 네트워크인 프랑스 국립 과학 연구 센터의 감독관 마르셀 메튜에게 프랭클린을 소개했다. 이것을 계기로 프랭클린은 파리의 국립 화학 연구소에서 자크 메링을 만나게 되었다.
메링은 수천가지 결정에 대해 X선 회절을 적용한 기존 연구와는 달리, 비정질 물질과 레이온의 연구에 X선 회절을 적용한 결정학자였다. 메링은 프랭클린에게 비정질 물질의 X선 결정학의 실질적인 면을 가르쳤다. 이것은 실험을 수행하고 그 결과를 분석하는데 새로운 도전이었다. 프랭클린은 이것을 석탄과 관련된 더 나아간 문제, 특히 석탄이 흑연으로 변화할 때의 원자 배열 문제에 적용했다. 프랭클린은 몇몇 논문에 이 작업을 발표했다. 이것을 석탄의 물리적, 화학적 연구의 한 흐름이 되었고 학술논문과 기타 출판물들의 표지 기사가 되었다. 메링도 X선 회절과 다른 여러방법을 사용한 여러 형태의 탄소에 대한 연구를 계속했다. 프랭클린은 파리에서 다양한 사람과 친해지고 여러 학회에 참여하면서 명성을 얻어가고 있었다.

## 킹스 칼리지 런던에서

### 1950-51년
1950년 3월, 프랭클린은 비행기를 타고 런던으로 와서 킹스 칼리지 런던의 쿨손 교수를 만난다. 그는 프랭클린을 킹스 칼리지의 물리학및 생물리학과장인 존 랜들에게 소개했다. 같은 해 6월 프랭클린은 3년동안 랜들 밑에서 일하며 펠로우십을 받기로 결정했다. 그녀는 용액 속 단백질과 지방의 X선 회절에 대해 연구를 하는 것으로 예정되어 있었다. 하지만 프랭클린의 펠로우십이 확정되자마자 킹스 칼리지의 연구 방향은 급격하게 변했다. 킹스 칼리지 물리학과의 모리스 윌킨스가 스위스 과학자 루돌프 지그너가 새롭게 발견한 핵산 샘플을 받아온 것이었다. 그것을 모르던 프랭클린은 파리 생활을 마지막으로 즐기면서 영국으로 돌아갈 준비를 하고 있었다. 런던에서의 연구를 위해서 프랭클린은 자신의 실험을 위한 실험 장치와 도구들을 요청하는 편지를 보냈다. 그리고 그에 대한 답장으로 랜들은 연구의 방향을 완벽히 바꾼다는 내용의 모호한 편지를 보냈다. 그 편지에는 핵산 섬유에 대한 X선 회절 연구를 시작하라는 내용이 담겨 있었다. 1951년 1월, 프랭클린은 킹스 칼리지에서 사람들을 소개받게 된다. 그녀에게 가장 중요했던 사람은 레이먼드 고즐링이었다. 그는 킹스 칼리지에서 유일하게 X선 회절법을 사용하던 사람이었다. 그러나 더 중요한 사람이었던 윌킨스는 휴가중이어서 그 자리에 참석하지 못했다. 윌킨스와 고즐링은 킹스 칼리지에서 몇 년 동안 핵산에 대한 연구를 집중적으로 했다. 두 사람은 다양한 실험 테크닉을 이용해 매우 깨끗한 DNA의 회절 사진을 얻었다. 그런 상황에서 윌킨스는 X선 회절 연구에 관한 전문 지식을 갖고 있는 프랭클린을 단백질 용액 연구에 투입한다는 것은 시간낭비라고 생각했고, 그래서 윌킨스는 프랭클린을 DNA 연구에 투입하는 것을 제안했다. 윌킨스는 그녀가 자신의 연구 팀에 합류하기를 기대하고 있었다.
프랭클린이 처음 하게 된 일은 새로운 X선 회절 장치를 조립하고 시험하는 일이었다. 프랭클린은 자신만의 노하우를 이용해 파리에서 필요한 도구들을 더 주문했다. 기울어지는 초소형 카메라를 설계하고 제작할 계획도 가지고 있었다. 그와 동시에 그녀는 랜들의 후원을 받으며 파리에서 연구한 것을 왕립 학회지에 투고하기도 했다. 그리고 프랭클린과 고즐링은 윌킨스가 경험했던 문제였던 카메라 내부 습도를 유지하는 일에 착수하기 시작했다. 이 일이 성공하자, 윌킨스는 프랭클린에게 감동했지만 이는 오히려 프랭클린이 윌킨스를 무시하게 되는 계기가 되었다. 윌킨스는 프랭클린과 관계를 개선하기 위한 모든 노력을 기울였다. 두 사람은 겉보기로는 친해질 수 있는 모든 조건을 갖추고 있었다. 하지만 두 사람의 성격은 정 반대였고, 그래서 두 사람 사이에는 불화가 생기기 시작했다. 이 불화에는 랜들도 큰 역할을 차지했다. 프랭클린은 랜들이 말한 대로 자기와 고즐링만 DNA 연구를 하는 것이라고 생각했다. 반면 윌킨스는 로잘린드와 고즐링이 찍은 DNA 사진을 자기가 분석하는 것이라고 생각했기 때문이다.
윌킨스는 동료 스토크스에게 나선구조의 X선 패턴을 계산해 달라고 부탁했다. 그 패턴은 DNA의 X선 회절 사진과 유사했다. 윌킨스는 스토크스의 결과와 자신의 DNA 팽창 실험 결과를 프랭클린에게 알려주고 DNA 사슬의 밀도와 경사각에 대해 제안을 한 메모를 남겨두었다. 하지만 그녀는 그 결과를 보고 폭발했다. 프랭클린은 물을 많이 머금은 B형 DNA와 짧고 건조한 형태의 A형 DNA를 발견했다. 이 발견은 프랭클린의 X선 분석 기술과 시료 준비 능력의 바탕이 되었다. 윌킨스는 B형 DNA의 사진을 보고 스토크스의 결과와 일치한다는 것을 알려주었지만 프랭클린은 자신의 가장 큰 결과를 해석하는데 다른 사람이 개입한다는 것을 참을 수 없었다. 결국 랜들의 중재로 프랭클린은 분자량이 크고 순수했던 DNA와 신형 카메라를 이용해 A형 DNA를 연구하기로 하고, 윌킨스는 구형 카메라와 결정화되지 않은 DNA를 이용해 B형 DNA를 연구하기로 했다. 두 사람은 그 이후로 사실상 대화를 나누지 않았다. 프랭클린은 그 이후로 DNA가 나선구조인 것을 예측하고 인산이 바깥쪽에 있다는 것을 알아내는 등 다양한 활약을 하고 있었다.
윌킨스는 프랭클린이 좋은 장비와 시료를 모두 가져간 것에 대해 실망했다. 윌킨스는 옛 친구인 프랜시스 크릭을 만나기 위해 캐번디시를 자주 찾아갔다. 윌킨스는 크릭에게 DNA의 나선 구조에 대한 이야기를 자주 했는데, 제임스 왓슨은 크릭에게 이 이야기를 듣고 모델을 만들라고 했다. 윌킨스는 캐번디시에서 아무도 DNA 연구를 하지 않았다는 것을 알았기 때문에 왓슨과 크릭에게 자유롭게 DNA 이야기를 할 수 있었다. 두 사람은 윌킨스에게 모델을 만들라고 했지만, 윌킨스는 프랭클린은 모델을 증명할 길이 없기 때문에 그 말을 들으려 하지 않았다고 말했다. 킹스 칼리지에서도 실제와 매우 유사한 모델을 만든 적이 있었지만, 프랭클린은 평소의 견해를 그대로 제시했다.
1951년 11월 21일 킹스 칼리지에서는 DNA에 관한 세미나가 있었다. 이 자리에는 왓슨도 참석했는데, 왓슨은 프랭클린이 DNA 분자 바깥에 물이 인산을 둘러싸고 있다고 말한 것을 무시했다. 1주일 뒤 왓슨과 크릭은 인산이 안쪽에 들어가 있는 DNA 모델을 만들었고, 킹스 칼리지 연구팀을 초청해 이것을 보여주었다. 프랭클린은 이 모델에서는 물을 흡수할 수 있는 능력이 떨어진다며 이 모델을 비판했다. 이 일 때문에 캐번디시에서는 DNA 연구를 중지하기로 합의했다. 그 해 말, 프랭클린은 버널에게 버크벡 칼리지로 옮길 수 있는지에 대해 물어봤다.
프랭클린은 킹스 칼리지로 돌아와 고즐링에게 DNA 연구에 패터슨 함수를 적용할 것이라고 말했다. 새롭고 어려운 방법이었지만, 그녀는 모델을 만드는 것이 아니라 직접 회절 사진에서 3차원 구조를 알아내는 것이 맞는 방법이라고 생각해 계속해서 진행했다. 1952년 봄 프랭클린과 고즐링이 디자인한 기울어지는 카메라가 완성되었고, 점점 더 선명한 사진들이 나오게 되었다. 프랭클린은 이 사진을 들고 옥스퍼드에 있던 결정학 전문가였던 도로시 호지킨에게 가져갔다. 프랭클린은 세 가지 가능성을 제시했지만, 호지킨은 두 가지는 불가능하다는 것을 지적했다. 왓슨은 이 일화에서 호지킨이 결정학에 대한 프랭클린의 무지를 반박해서 프랭클린이 괴로워했다고 언급했지만, 왓슨이 이 이야기를 과장했다는 이야기도 많이 나오고 있다.

### 1952-53년
프랭클린은 1952년 5월 왕립 학회에서 주최한 단백질에 관한 학회가 끝난 뒤 자신의 DNA 사진 몇 장을 폴링의 동료였던 코리에게 보여준다. 코리는 이 사진을 칼텍으로 들고 가서 관심을 끌게 된다. 학회 중에도 프랭클린은 X선 사진을 계속 찍었고, B형 DNA 사진 중 가장 선명한 것이었던 유명한 51번 사진을 찍게 되었다. 하지만 프랭클린은 윌킨스와의 약속에 따라서 이 사진을 한 쪽으로 치워놓았다. 이 결정은 많은 비판을 받았지만 A형 DNA가 결정학자들에게 더 유용한 정보를 담고 있었고, 그녀의 발견을 알릴 두 편의 논문을 쓰고 있었기 때문에 그녀는 A형 DNA 연구에 집중할 이유가 있었다. 프랭클린은 조금 더 확실한 증거가 있기 전까지 A형 DNA가 나선형이라는 것을 거부했고, 그녀의 데이터에서 나타난 비대칭성 때문에 A형이 나선형이라는 것을 받아들이지 않았다. 그녀는 이것을 크릭에게 말했지만, 크릭은 거만한 태도로 그 말을 반박했다. 크릭은 옳았지만, 프랭클린은 자기가 진지하게 받아들여지지 않는다는 것을 알았다.
1952년 중순, 프랭클린은 킹스 칼리지를 떠나는 것을 확정하고 1953년 1월에 버크벡 칼리지로 옮기기로 한다. 이 때 프랭클린과 고즐링은 패터슨 함수 작업을 하느라 수많은 계산에 몰두해 있었다. 프랭클린은 계산 결과 A형 DNA가 나선형이 아니라는 패터슨 함수 증거를 얻었고, 윌킨스에게 장난을 치기 위해 나선형 A형 DNA의 부고를 알리는 쪽지를 만들었다. 이 장난에 윌킨스는 크게 화를 냈지만, 프랭클린 역시 B형 DNA가 나선형이라는 것에 반대하지는 않았다.
11월이 되자 킹스 칼리지 전체에 프랭클린이 떠난다는 소문이 퍼졌다. 프랭클린은 DNA에 관해 악타 크리스탈로그래피카에 보낼 논문 두 편을 쓰기 위한 작업을 마무리하고 있었고, 그녀의 결과들은 MRC에 보고되었다. 한편, 그 동안 폴링과 코리가 DNA 구조를 알아냈다는 소식이 들렸다. 윌킨스는 왓슨에게 이 소식을 들었지만, 윌킨스는 왓슨에게 프랭클린이 킹스 칼리지를 떠날 것이라는 소식을 전해주었다. 프랭클린은 이 소식을 듣고 코리에게 상세한 내용을 물어보았다. 1953년 1월 중순이 되면서 프랭클린도 모델 구축에 대해 생각하기 시작한다. 그녀도 샤가프의 법칙을 알고 있었고, DNA 염기를 인산 막대 안 쪽으로 넣으려는 생각을 했지만 관찰 결과와 잘 맞지 않았다. 폴링의 논문이 왓슨에게 들어오자, 왓슨은 폴링의 구조가 왓슨과 크릭의 잘못된 구조와 매우 유사하고, 인산의 전하를 무시하는 결정적 문제가 있다는 것을 발견한다. 왓슨은 폴링의 논문이 출판되기까지 약 6주가 남았음을 알았고, 그 동안 다시 DNA 연구를 하기로 결정한다.
프랭클린은 1월 28일에 킹스 칼리지에서 고별 세미나를 했다. 그녀는 나선이라는 단어는 언급하지 않고, A형 DNA는 나선형이 아니라는 것만 발표했다. 왓슨은 그달 말 킹스 칼리지에서 거의 살다시피 하면서 DNA 연구를 했다. 윌킨스는 왓슨을 싫어했고, 프랭클린도 왓슨을 싫어했다. 왓슨은 프랭클린의 실험실에 찾아가 폴링의 논문을 보고 싶냐고 질문했다. 아무 답이 없자 왓슨은 폴링의 오류를 지적하기 시작했다. 그녀는 나선 구조가 증명되지 않았다는 증거를 근거 삼아 왓슨의 말을 반박했다. 하지만 왓슨은 프랭클린이 자기가 무슨 말을 하는지도 모른다고 생각했다. 그래서 왓슨은 프랭클린이 X선 사진 해석을 할 줄 모르며, 그녀가 나선형 구조가 아니라고 주장하는 사진이 나선형 분자들이 포개져 생기는 것이라고 말했다. 프랭클린은 분노했고, 왓슨은 프랭클린에게 겁을 먹고 프랭클린의 실험실을 빠져나왔다. 그 때 윌킨스가 그 모습을 보게 되어 왓슨은 프랭클린에게서 도망칠 수 있었다. 윌킨스는 왓슨을 위로하며 프랭클린의 51번 사진을 보여주었다. 이 사진은 고즐링이 지도자 없이 논문을 끝내야 한다는 것을 알고 자신의 연구를 부학과장에게 보여주어야 한다고 생각해서 윌킨스에게 보여준 것이다. 프랭클린이 떠난 뒤에도 DNA 연구가 계속될 것이라는 것을 알았기 때문이다. 윌킨스는 이 사진이 새로운 것이 아니었지만, 왓슨은 이 사진을 보고 바로 DNA가 나선 구조를 가지는 것을 확신할 수 있었고 경사도와 간격까지 알아낼 수 있었다. 그 뒤 캐번디시 연구소의 책임자였던 브래그는 DNA 연구 금지를 바로 풀어주었고, 왓슨과 크릭은 DNA 모델 구축을 시작한다.
프랭클린도 시간에 쫓기고 있었다. 프랭클린은 3월 중순 버크벡으로 가기 전에 A형 DNA의 패터슨 해석을 끝내고 고즐링과 쓰고 있는 세 편의 논문을 랜들에게 넘겨주려 하고 있었다. 그녀는 악타 크리스탈로그래피카에 보낸 논문을 통해 DNA의 두 형태와 DNA가 변하는 실험 조건, 그리고 인산 분자가 바깥에 있는 DNA 분자의 모습에 관한 것이었다. 그녀는 첫 번째 논문에 선명한 A형과 B형 DNA의 X선 사진을 넣었고, 두 번째 논문에 A형의 X선 패턴 수치들을 실었다. 세 번째 논문에는 B형 DNA에 관한 이야기를 실었다. 하지만 프랭클린은 A형 DNA의 모델에 대해 혼란스러워 했다.
2월 4일, 왓슨은 모델을 만들기 시작했다. 왓슨은 이중 나선의 정확한 수치를 가지고 있었지만, 여전히 인산을 중심에 놓은 상태였다. 크릭은 인산을 바깥에 놓은 모델을 만들라고 제안했고, 왓슨은 그에 따랐다. 2월 8일 윌킨스와 점심을 같이 한 왓슨과 크릭은 윌킨스에게 모델 구축을 시작해도 좋다는 허락을 받았다. 그 다음 주, 왓슨은 프랭클린의 MRC 보고서를 받았다. 그 속에는 왓슨과 크릭이 필요했던 모든 정보가 들어있었다. 이것을 통해 DNA의 두 나선이 반평행하다는 것을 알아냈다. 같은 주 프랭클린은 B형 DNA에 대해서 약간의 계산을 했지만, 논문을 끝마치기 위해 2주동안 옆으로 치워두었다. 2월 21일 DNA 구조 발견을 알리는 폴링의 편지가 네이쳐에 실렸고, 프랭클린은 폴링에게 인산의 배치에 대해서 편지를 썼다. 하지만 폴링은 자신의 입장을 고수했다. 2월 중순, 왓슨은 염기의 배치에 대해 고민하고 있었다. 2월 23일, 프랭클린은 51번 사진을 이용해 B형 DNA를 측정하기 시작했고, 다음 날 A형과 B형 모두 두 개의 사슬로 이루어져 있다는 것을 받아들였다. 하지만 그녀는 샤가프 비율에 대한 설명과 염기의 비율에 대한 설명에서는 한첨 떨어져 있었다. 한편, 그달 말 왓슨과 크릭은 DNA의 상보적 결합을 생각해냈다. DNA 구조를 완벽하게 설명해 낸 것이다. 그러나 프랭클린은 그 소식에 큰 관심이 없었다.
왓슨과 크릭은 이 모델을 출판하려 했지만, 많은 문제점이 있었다. 그들의 작업은 킹스 칼리지 연구팀의 실험 결과에 바탕을 두고 있었지만, 그것들이 아직 출판되지 않았기 때문이었다. 이 문제점을 해결하기 위해서는 캐번디시 연구소와 킹스 칼리지 연구팀 사이 합의가 필요했다. 랜들은 네이쳐에 왓슨과 크릭의 논문이 발표될 때 윌킨스와 프랭클린의 논문이 같이 발표되게 해 놓고 연구 팀에게 논문을 빨리 쓰라는 지시를 내렸다. 결국 네이쳐에는 왓슨과 크릭의 논문이 첫 번째로 나오고, 다음 윌킨스, 스토크스, 윌슨의 <디옥시펜토오스 핵산의 분자구조>와 프랭클린과 고즐링의 <티모핵산나트륨의 분자 구조>가 실리게 되었다. 왓슨과 크릭의 논문에서는 킹스 칼리지 연구 팀의 논문의 자세한 결과는 알지 못했다고 서술하고 있다. 하지만 1년 뒤 그들의 논문에서 킹스 칼리지의 데이터가 없었다면 모델 구축은 힘들었을 것이라고 조심스럽게 말하고 있다.
프랭클린의 주변 사람들은 그녀가 자신의 데이터가 새어 나가 캐번디시 연구 팀에게 도움이 되었다는 것을 의심했을 것이라고 믿었다. 분자의 수치들이 그녀의 데이터와 일치했기 때문이다. 하지만 프랭클린은 이것에 대해 항의한 적이 없다. 왓슨과 크릭의 논문의 표현에 대해서 킹스 칼리지와 캐번디시 연구소 사이에서는 합의가 있어 킹스 칼리지에서 정보를 받았음을 인정하는 내용을 고쳤다. 그렇지만 프랭클린의 논문에는 그녀의 데이터와 왓슨-크릭 모델의 일치성을 지적하였다.

## 버크벡 대학교

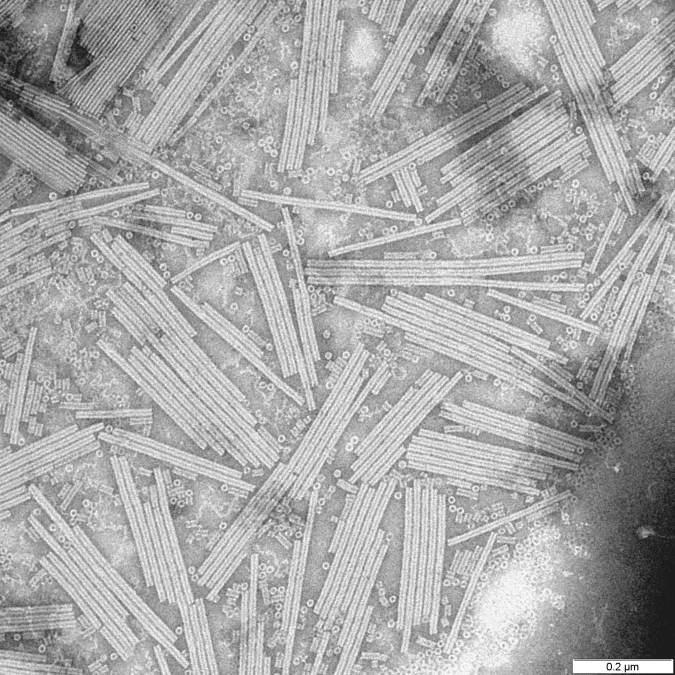
담배 모자이크 바이러스의 전자현미경 사진

버크벡 대학교에서 프랭클린의 연구는 경험있는 과학자로서 그녀의 연구 그룹과 함께 농업 연구 회의의 자금 지원을 받아 X선 결정학을 이용해 담배 모자이크 바이러스의 구조를 연구하는 것을 포함했다. 그녀는 뛰어난 결정학자였고 아일랜드인 공산주의자였으며 여성 결정학자들을 우대한 물리학부 학장 존 버널에 의해 채용되었다. 1954년 프랭클린은 오래 지속되고 성공적이었던 아론 클러그와의 공동 연구를 시작했다. 1955년 프랭클린은 네이쳐에 TMV 바이러스가 모두 같은 길이를 가지고 있다는 내용으로 논문을 출판했다. 결국 사실로 밝혀지긴 했지만 이 주장은 저명한 바이러스학자였던 노먼 피리의 의견과 정면으로 모순되는 주장이었다.
프랭클린과 그녀의 연구팀은 DNA만큼 생명에 중요한 RNA의 구조에 초점을 맞추었다. RNA는 담배 모자이크 바이러스를 포함한 많은 바이러스의 유전 물질을 이룬다. 그녀는 담배 모자이크 바이러스 같은 간상 바이러스의 연구를 그녀의 박사 과정 학생이었던 키네스 홈즈에게 맡겼고, 그녀의 동료 아론 클러그는 그의 학생인 존 핀치와 함께 구형 바이러스에 대해 연구하는 동안 그녀는 연구를 조절하고 감독했다. 프랭클린은 전국 석탄 이사회의 지원을 받고 버크벡 대학교의 ARC 그룹의 리더였던 제임스 와트를 연구 조교로 두었다. 1955년 말 그녀의 팀은 브뤼셀 세계 박람회에 전시할 담배 모자이크 바이러스의 모델을 완성시켰다. 버크벡 팀원들은 감자, 순무, 토마토와 완두콩에 영향을 미치는 RNA 바이러스에 대한 연구를 진행하고 있었다. 프랭클린과 돈 카스파는 네이쳐에 각자 낸 논문을 통해 담배 모자이크 바이러스 속 DNA는 바이러스의 안쪽 표면에 상처를 준다는 것을 같이 보였다.
그녀의 버크벡 대학교에서의 옛 연구 동료들이었던 아론 클러그와 존 핀치, 키네스 홈즈는 케임브리지의 분자생물학 실험실로 1962년에 자리를 옮겼다..

## 프랭클린의 죽음
1956년, 프랭클린이 미국으로 출장갈 때, 자신의 건강에 문제가 있다는 것을 느꼈다. 복부 주위에 혹이 생겨 치마를 입는데 힘겨웠던 것이다. 그 해 9월, 수술을 해 보니, 복부 주위에 2개의 종양이 있다는 것이 밝혀졌다. 치료를 받기 위해 수 차례 입원을 한 뒤, 그녀는 가족과 친구들과 함께 많은 시간을 보냈다. 그녀는 크릭과 그의 부인, 그리고 안네 세이레와 깊은 친분을 쌓고 있었고, 로랜드, 니나 프랭클린 집에서 조카들과 함께 즐거운 시간을 보냈다. 프랭클린은 의도적으로 자신의 부모님들을 피했는데, 그녀의 어머니가 슬퍼하는 모습을 볼 수 없었기 때문이다. 항암 치료를 받으면서도 일하는 것을 멈추지 않았고, 그녀가 속한 팀은 계속해서 결과를 내놓았다. 1956년 그녀는 7개의 논문을 발표했고, 1957년, 6개를 이어서 발표하였다. 1957년, 그녀의 팀은 미국 국립 건강 협회의 공립 건강 서비스의 후원을 받으며 폴리오 바이러스에 대한 연구를 진행하고 있었다. 1957년도 후반, 프랭클린은 다시 위독한 상태에 놓였고, 왕실 마르스덴 병원에 입원하게 되었다. 1958년 1월, 다시 연구를 진행할 수 있었던 프랭클린은 생물물리학 연구 경영자로 승진되었다. 그 해 3월 30일에 다시 건강이 악화되어 4월 16일에 난소암으로 결국 세상을 떠났다. X선에 많이 노출된 것이 그 원인이라고 여겨지고 있다.

## 논란

### 성차별 의혹
사회 전반적으로 그랬듯이, 킹스 칼리지에서도 여성을 향한 성차별은 예외가 아니었다. 남자 직원과 여자 직원이 식사를 하는 식당도 구분지어져 있었지만, MRC의 일원들은 남녀 구분 없이 대부분 점심을 같이 먹었다고 한다. 프랭클린이 죽은 후에도 왓슨은 그의 책 《이중나선》에서 프랭클린을 깎아내리는 발언을 하고 추후에 캠브리지에서 그녀를 대하는데 문제가 있었다고 인정을 한다. 캐번디시 또한 편지에서 프랭클린을 바보라고 표현하기도 하였다. 아이러니하게도, 프랭클린 또한 동료 여성들을 차별했다고 한다.

### DNA 모델 형성에 기여
로잘린드 프랭클린이 왓슨 크릭 모델에 가장 큰 기여를 하게 된 것은 1951년 11월, 그녀가 강연을 할 때였다. 청중 중에 왓슨이 있었는데, 강연에서 그녀는 두 가지 형태의 DNA를 살펴보며, 인산기가 분자 외부에 위치하는가에 대해 발표하였다. 또한 그녀는 분자 근처에 있어 상호작용하는 물 분자의 양을 구체화 시켜, DNA의 안정성을 밝혀내는데 큰 기여를 했다. 프랭클린은 최초로 이 사실들을 밝혀냈으며, 추후 DNA모델이 밝혀지는데 필요한 자료들의 기반을 닦아놓았다. 1953년 1월, 왓슨은 프랭클린이 찍은 B-DNA의 사진을 모리스 윌킨스를 통해 접하였고, 1952년 12월, MRC 생물물리학 협회를 위해 쓴 논문 또한 캐번디시 연구소에서 페루츠 교수에 의해 왓슨과 크릭에게 공개되었다. 프랭클린이 킹스 칼리지를 떠나 버크벡 칼리지로 연구하러 가자, 모리스 윌킨스는 프랭클린 밑에서 박사학위를 위해 공부하고 있던 레이먼드 고슬링에게 B-DNA의 X선 사진을 보여주었다. 총 관리자인 존 랜달 경은 프랭클린이 한 DNA에 관한 모든 연구는 킹스 칼리지의 소유라고 주장하였다. B-DNA의 X선 사진은 프랭클린의 허락 없이 윌킨스가 왓슨에게 보여주었다고 한다.
페루츠는 프랭클린과 고슬링의 X선 분석 결과가 나와있는 MRC논문을 크릭에게 보여주는 것이 전혀 문제될 것이 없다고 생각하였다. 연구 결과가 기밀이라는 것이 적혀있지 않았기 때문이다. 하지만, 저자가 공개하지 않는 이상 연구 자료는 비밀로 지켜줘야 한다는 관례를 페루츠가 어긴 것이다. 페루츠가 이런 관례를 어긴 사실은 왓슨이 자신의 책 《이중나선》에서 공개하였고, 그는 추후에 공식적으로 사과를 했다고 한다. 프랭클린은 왓슨과 크릭이 자신들의 DNA모형을 만들 때, 그녀의 연구가 이용되었다는 사실을 몰랐을 것이라는 주장도 나오고 있다. 하지만 확실한 것은 윌킨스는 왓슨과 크릭이 프랭클린의 연구를 이용했다는 사실을 알고있었다는 것이다.

### DNA 모델 형성 기여에 대한 인정
DNA구조에 관해서 왓슨과 크릭이 논문을 쓸 때, 모리스 윌킨스에게 공동 저자가 되어줄 것을 부탁하였다. 하지만 모델 형성에 전혀 기여를 하지 않은 윌킨스는 이 부탁을 거절하였다. 프랭클린의 MRC논문이 1953년 왓슨과 크릭의 DNA모델에 큰 기여를 했던 것은 사실이지만, 아직 발표도 되지 않은 MRC논문을 참고 문헌으로 취급하기는 어려웠다. 후에 왓슨과 크릭은 MRC논문으로부터 도움을 받았다고 《네이쳐》지에 언급했었다. 동일한 잡지에 프랭클린과 고슬링의 DNA X선 회절사진이 최초로 발표되었다고 한다. 왓슨은 《이중나선》에 프랭클린을 언급했지만, 언급한 내용이 프랭클린은 그 데이터를 해석할 수 없어 결국 남의 도움을 요청했을 것을 뜻했다고 의심받고 있다.

### 노벨상
노벨상은 죽은 사람에게 수여하지 않는다. 프랭클린이 1958년에 죽었으므로, 1962년 노벨상은 왓슨, 크릭, 그리고 윌킨스에게 돌아갔다. 그들은 핵산에 대한 연구로 노벨상을 받았지, 특별히 DNA의 구조를 밝혀 내서 수상한 것은 아니었다. 노벨 상을 수상할 당시 윌킨스는 10년 이상 DNA구조를 연구해 와서 왓슨-크릭 구조를 확인하고 있었고, 크릭은 캠브리지에서 유전 암호를, 왓슨은 RNA를 연구했다고 한다.

### DNA 구조 발견자들과의 관계
킹스 칼리지에서 같이 DNA를 연구하기도 했던 모리스 윌킨스와의 사이는 매우 좋지 않았다. 이는 킹스 칼리지의 생물리학 과장이었던 존 랜들의 탓도 크다. 랜들은 프랭클린에게 스토크스와 윌킨스가 DNA 연구에서 물러났다는 것을 암시하게 편지를 보낸 반면, 윌킨스에게는 그런 이야기를 전혀 하지 않은 것이다. 그 일과 윌킨스와 프랭클린의 정 반대되는 성격, 윌킨스가 무능력하다고 생각한 프랭클린의 사고 방식, 윌킨스가 프랭클린의 데이터를 마음대로 해석한 일 등 다양한 요인이 겹쳐 둘의 사이는 매우 나빴다. 결국 둘은 존 랜들의 중재에 의해 서로 다른 형태의 DNA를 연구하게 된다. 이것은 결국 윌킨스가 프랭클린의 데이터를 허락받지 않고 사용해 DNA 구조 결정에서 프랭클린이 잊혀지게 되는 원인이 된다.
제임스 왓슨과 프랜시스 크릭과의 관계도 좋지 못했다. 크릭은 프랭클린이 A형 DNA의 나선 구조를 인정하지 않은 것을 무시하는 태도를 보였다. 왓슨은 프랭클린의 외모나 옷 입는 감각을 높이 평가하지 않았고, 프랭클린의 과학적 명성도 전혀 알지 못했다. 왓슨은 프랭클린에 대한 선입견에 사로잡혀 있던 것이었다. 그 외에도 왓슨이 프랭클린에게 X선 패턴 분석에 대해 아무것도 모른다고 했던 일 등을 통해 둘 사이의 감정도 매우 좋지 않았다.

## 프랭클린의 업적
프랭클린의 가장 큰 업적은 DNA 구조 결정에 결정적 역할을 한 X선 사진을 찍은 것이다. 그 전에는 다공성 석탄에 관한 연구로 유명했었고, DNA 연구가 끝난 뒤에는 담배 모자이크 바이러스에 관한 X선 분광학 연구를 진행했다.
프랭클린은 다음과 같은 다양한 학술적 글을 저술했다. 마지막 두 편은 사후에 출간된 것이다.
- D.H. Bangham and Rosalind E.Franklin (1946), Thermal Expansion of Coals and Carbonised Coals, "Thermal expansion of coals and carbonised coals", Transactions of the Faraday Society 48: 289–295
- R.E. Franklin (1949), "A study of the fine structure of carbonaceous solids by measurements of true and apparent densities: Part 1. Coals", Transactions of the Faraday Society 45 (3): 274–286
- R.E. Franklin (1949), "A study of the fine structure of carbonaceous solids by measurements of true and apparent densities: Part 2. Carbonized coals", Transactions of the Faraday Society 45 (7): 668–682
- R.E. Franklin (1949), "Note sur la structure colloidale des houilles carbonisées", Bulletin de la société chimique de France 16 (1,2): D53–D54
- R.E. Franklin (1950), "On the structure of carbon", Journal de Chimie Physique et de Physico-Chimie Biologique 47 (5,6): 573–575 (이 저널은 1999년 출간 중단되었다.)
- R.E. Franklin (1950), "A rapid approximate method for correcting the low-angle scattering measurements for the influence of the finite height of the X-ray beam", Acta Crystallographica 3 (2): 158–159
- R.E. Franklin (1950), "The interpretation of diffuse X-ray diagrams of carbon", Acta Crystallographica 3 (2): 107–121
- R.E. Franklin (1950), "Influence of the bonding electrons on the scattering of X-rays by carbon", Nature 165 (4185): 71–72
- R.E. Franklin (1951), "Les carbones graphitisables et non-graphitisables", Comptes Rendus Hebdomadaires des Séances de l'Académie des Sciences, Presented by G. Rimbaud, session of 3rd January, 1951 232 (3): 232–234
- R.E. Franklin (1951), "The structure of graphitic carbons", Acta Crystallographica 4 (3): 253–261, doi:10.1107/S0365110X51000842
- G.E. Bacon and R.E. Franklin (1951), "The alpha dimension of graphite", Acta Crystallographica 4 (6): 561–562
- R.E. Franklin (1951), "Crystallite growth in graphitizing and non-graphitizing carbons", Proceedings of the Royal Society, A 209 (1097): 196–218
- R.E. Franklin (1953), "Graphitizing and non-graphitizing carbons, their formation, structure and properties", Angewandte Chemie 65 (13): 353–353
- R.E. Franklin (1953), "The role of water in the structure of graphitic acid", Journal de Chimie Physique et de Physico-Chimie Biologique 50: C26
- R.E. Franklin (1953), "Graphitizing and nongraphitizing carbon compounds. Formation, structure and characteristics", Brenstoff-Chemie 34: 359–361
- R.E. Franklin and R.G. Gosling (April 25, 1953), "Molecular Configuration in Sodium Thymonucleate", Nature 171 (4356): 740–741
- R.E. Franklin and M. Mering (1954), "La structure de l'acide graphitique", Acta Crystallographica 7 (10): 661–661 (5 lines)
- Rosalind Franklin and K. C. Holmes. (1956), "The Helical Arrangement of the Protein Sub-Units in Tobacco Mosaic Virus", Biochimica et Biophysica Acta 21: 405–406
- Rosalind E. Franklina and A. Klug (1956), "The nature of the helical groove on the tobacco mosaic virus particle X-ray diffraction studies", Biochimica et Biophysica Acta 19 (3): 403–416
- Klug, Aaron, J. T. Finch, and Rosalind Franklin (1957), "The Structure of Turnip Yellow Mosaic Virus: X-Ray Diffraction Studies", Biochimica et Biophysica Acta 25 (2): 242–252
- Franklin, Rosalind, Aaron Klug, J. T. Finch, and K. C. Holmes (1958), "On the Structure of Some Ribonucleoprotein Particles", Discussions of the Faraday Society 25: 197–198
- Klug, Aaron, and Rosalind Franklin (1958), "Order-Disorder Transitions in Structures Containing Helical Molecules", Discussions of the Faraday Society 25: 104–110
- Klug, Aaron, Rosalind Franklin, and S. P. F. Humphreys-Owen (1959), "The Crystal Structure of Tipula Iridescent Virus as Determined by Bragg Reflection of Visible Light", Biochimica et Biophysica Acta 32 (1): 203–219
- Franklin, Rosalind, Donald L. D. Caspar, and Aaron Klug (1959), "Chapter XL: The Structure of Viruses as Determined by X-Ray Diffraction", Plant Pathology: Problems and Progress, 1908-1958, University of Wisconsin Press, pp. 447–461

## 같이 보기
- DNA
- 프랜시스 크릭
- 제임스 왓슨
- 모리스 윌킨스
- 이중 나선

## 참고 문헌
1. ↑  브렌다 매독스, <로잘린드 프랭클린과 DNA>, 양문, 2004, p.60
2. ↑  같은 책, p.82
3. ↑  같은 책, pp.107~113
4. ↑  위의 책, p.167
5. ↑  위의 책, p.190
6. ↑  위의 책, pp.195~196
7. ↑  위의 책, p.199
8. ↑  위의 책, p.220
9. ↑  같은 책, p.224
10. ↑  같은 책, p.230
11. ↑  같은 책, pp.233~240
12. ↑  위의 책, pp.241~242
13. ↑  J.D. 왓슨, <이중 나선>, pp.143~144
14. ↑  매독스, 앞의 책, pp.258~266